# Sophie Nélisse
Sophie Nélisse (Ontario, 2000. március 27.–) kanadai színésznő.

## Gyermekkora és családja
Nélisse az Ontario állambeli Windsorban született 2000. március 27-én. Francia-kanadai származású. Édesanyja, Pauline Belhumeur 2013-ban otthagyta tanári állását, hogy Sophie és húga, Isabelle Nélisse színésznő tehetségmenedzsere legyen. Nélisse folyékonyan beszél franciául és angolul. Családja négyéves korában költözött a québeci Montrealba.
Nővére, Isabelle Nélisse szintén színésznő. Leginkább a Mama (2013) és az HBO A történet (2018) című tévéfilmjéből játszott szerepeiről ismert. A testvérek együtt játszottak a Mirador, a Wait Till Helen Comes és a Legfeljebb összeházasodunk című filmekben.

## Filmográfia

### Film
| Év   | Magyar cím           | Eredeti cím               | Szerep            | Magyar hang   |
| ---- | -------------------- | ------------------------- | ----------------- | ------------- |
| 2011 | Lazhar tanár úr      | Monsieur Lazhar           | Alice L'Écuyer    |               |
| 2012 |                      | Ésimésac                  | Marie Gélinas     |               |
| 2013 | A könyvtolvaj        | The Book Thief            | Liesel Meminger   | Nyári Luca    |
| 2014 | Gyalogáldozat        | Pawn Sacrifice            | Joan fiatalon     |               |
| 2015 | Endorfin             | Endorphine                | Simone de Koninck |               |
| 2015 |                      | The Great Gilly Hopkins   | Gilly Hopkins     |               |
| 2016 | Hiú ábrándok         | Mean Dreams               | Casey Caraway     | Pekár Adrienn |
| 2016 | 1:54                 | 1:54                      | Jen               | Pekár Adrienn |
| 2016 |                      | Wait Till Helen Comes     | Molly             |               |
| 2017 | A szerelem története | The History of Love       | Alma Singer       |               |
| 2017 |                      | Et au pire, on se mariera | Aïcha             |               |
| 2019 | Személyi védelem     | Close                     | Zoe Tanner        |               |
| 2019 | 47 méter mélyen 2.   | 47 Meters Down: Uncaged   | Mia               | Pekár Adrienn |
| 2019 |                      | The Rest of Us            | Aster             |               |
| 2020 | Az ifjú nyomozó      | The Kid Detective         | Caroline          |               |
| 2020 |                      | Flashwood                 | Rose              |               |

### Televízió

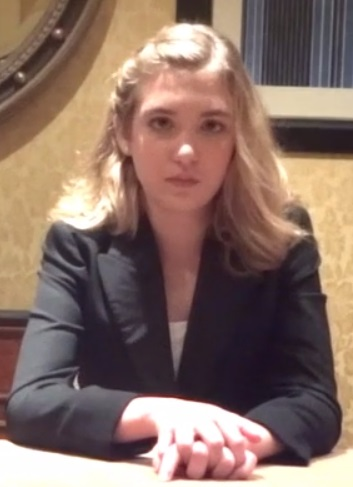
A könyvtolvaj című filmről szóló beszélgetésen (2013)

| Év        | Cím                           | Szerep                     | Megjegyzések          |
| --------- | ----------------------------- | -------------------------- | --------------------- |
| 2010      | Mirador                       | Jeune fille de Ralf        | 1 epizód              |
| 2010      | Toute la vérité               | Fille de Violaine          | 1 epizód              |
| 2011–2016 | Les Parent                    | Zoé                        | 11 epizód             |
| 2012      | Vertige                       | Rosalie Roussel            | főszereplő (6 epizód) |
| 2015–2016 | Les Dieux de la Danse         | önmaga (táncversenyző)     | 1-2. évad             |
| 2017      | Accès Illimité                | önmaga                     | 1 epizód              |
| 2017      | Demain des hommes             | Roxanne                    | 4 epizód              |
| 2019–2020 | L'Échappée                    | Romy Lalonde               | visszatérő szereplő   |
| 2020      | Amours d'occasion             | Florence fiatalon          | 1 epizód              |
| 2021–     | Túlélőjátszma (Yellowjackets) | Shauna Shipman tizenévesen | főszereplő            |

## Fordítás
- Ez a szócikk részben vagy egészben  a   Sophie Nélisse című angol Wikipédia-szócikk fordításán alapul.  Az eredeti cikk szerkesztőit annak laptörténete sorolja fel. Ez a jelzés csupán a megfogalmazás eredetét és a szerzői jogokat jelzi, nem szolgál a cikkben szereplő információk forrásmegjelöléseként.